# جهنده‌ماهی سیاه‌باله
جهنده‌ماهی سیاه‌باله (نام علمی: Etheostoma nigripinne) نام یک گونه از تیره سوف‌ماهیان است.